# Voč
Voč (rusky Вочь) je řeka v Republice Komi v Rusku. Je 151 km dlouhá. Povodí má rozlohu 1 710 km².

## Průběh toku
Pramení v tzv. Severních pahorcích (Северные Увалы) na severu evropské části Ruska. Protéká přes bažinaté lesy. Ústí zleva do Severní Keltmy (povodí Vyčegdy).

## Vodní stav
Zdroj vody je smíšený s převahou sněhového.